# Orange Beach (Alabama)
Orange Beach é uma cidade localizada no estado americano de Alabama, no Condado de Baldwin.

## Demografia
Segundo o censo americano de 2000, a sua população era de 3784 habitantes.
Em 2006, foi estimada uma população de 5519, um aumento de 1735 (45.9%).

## Geografia
De acordo com o United States Census Bureau, a localidade tem uma área de 29,5 km², dos quais 26,9 km² cobertos por terra e 2,6 km² cobertos por água. Orange Beach localiza-se a aproximadamente 4 m acima do nível do mar.

## Localidades na vizinhança
O diagrama seguinte representa as localidades num raio de 32 km ao redor de Orange Beach.